# گولیلمو گابتو

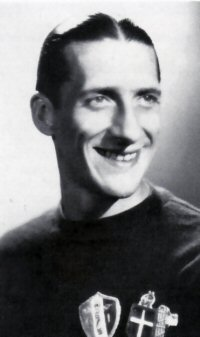
گولیلمو گابتو

گولیلمو گابتو (به ایتالیایی: Guglielmo Gabetto) بازیکن فوتبال اهل ایتالیا است که از سال ۱۹۴۲ میلادی عضو تیم ملی فوتبال ایتالیا بوده و در ۶ بازی ملی حضور داشته‌است. او در بازی‌های ملی‌اش ۵ گل به ثمر رساند.
گولیلمو گابتو آخرین بازی ملی خود را در سال ۱۹۴۸ میلادی انجام داد.